# 创业农场 (黑龙江)
创业农场是一个位于中华人民共和国黑龙江省佳木斯市富锦市的类似乡级单位，亦是黑龙江省农垦建三江管理局所属的一个国有农场。
创业农场1968年12月建场，位于三江平原腹地，面积530平方公里，总人口16092人。

## 行政区划
创业农场下辖以下单位：
创业场直社区、创业农场第一管理区、创业农场第二管理区、创业农场第三管理区、创业农场第四管理区和创业农场第五管理区。